# Crociato

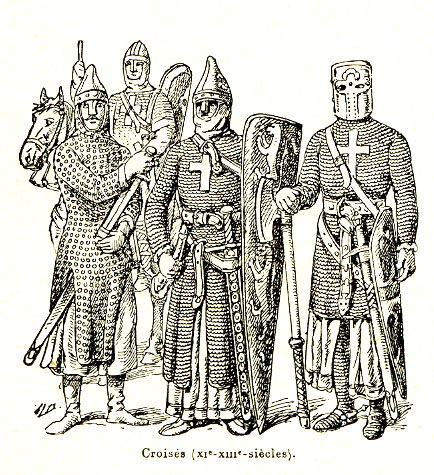
Cavalieri crociati (Larousse 1922)

Un crociato era un militare, in genere un cavaliere, di religione cristiana, partecipante ad una delle Crociate: la denominazione derivò dall'usanza di portare una croce cucita o dipinta sui propri abiti.

## Contesto storico
Tra IX secolo e principio dell'XI è comune in Europa, a seguito del dissolversi dell'autorità imperiale carolingia, il susseguirsi di scontri fra i detentori delle signorie bannali, e i relativi armati. Alcuni vescovi in rappresentanza della Chiesa, presto affiancati da aristocratici e militari, avviarono un movimento di pacificazione tramite la tregua Dei, prima, cercando di limitare guerra e violenza, poi incanalandola verso obiettivi esterni al contesto europeo e funzionali alle esigenze della Chiesa stessa. Fu papa Gregorio VII a elaborare il concetto di Miles sancti Petri, soldati disposti ad impugnare la spada al servizio della Chiesa.
Nell'XI secolo l'Occidente attraversò una fase di crescita, mentre nei territori invasi dai musulmani, dopo la fioritura avvenuta tra il VII ed il X secolo, si assisteva ad una declino dell'Islam. In Spagna la cosiddetta Riconquista, già da secoli richiamava cavalieri, soprattutto francesi, in cerca di bottino e avventura, alimentata dalla tradizione epica che condusse al formarsi della Chanson de geste, permeata sia di valori bellici che spirituali, sempre meno fra loro scindibili.
L'Occidente conobbe così uno sviluppo politico, culturale e commerciale, alla cui base vi fu, tra l'altro, anche un incremento demografico, iniziato già nel secolo precedente: il tutto si tradusse in un aumento della popolazione nei centri abitati, nella fondazione di nuovi insediamenti, nell'espansione delle terre messe a coltura, e nella crescita dei commerci. Da vie di comunicazione frequentate e sicure, grazie ad un'unica fede permeata di idealità, prese vigore anche la pratica del pellegrinaggio verso i grandi centri della Cristianità come, Roma, Santiago di Compostela, e naturalmente Gerusalemme.

## Prima crociata
Nel 1095 papa Urbano II lanciò, durante l'omonimo concilio, l'Appello di Clermont, indirizzato alla cristianità per la liberazione di Gerusalemme, in quel periodo in mano musulmana. Fu l'inizio della Prima crociata, tra il 1096 ed il 1099, concepita come una forma vera e propria di pellegrinaggio a Gerusalemme, seppure "armato". Nel 1099 avvenne la conquista di Gerusalemme.
Il nucleo militare propriamente detto della massa di Crociati era formato principalmente da esponenti della nobiltà, grande e piccola, in cui notevole era la presenza di francesi: costoro si misero in viaggio per la Terra santa per diversi motivi, e spesso fra loro inestricabili: desiderio di arricchimento, brama di avventura in terre esotiche, sincera fede, adesione ad un patto sociale, ecc. Emblematica era, in quel periodo storico, la situazione della piccola nobiltà, i cui cadetti videro nella Crociata l'occasione per arricchirsi per affrancarsi dai legami vassallatici e da un patto sociale che li aveva destinati per tradizione alla carriera militare, frustrandosi però nel clima di relativa pacificazione dominante all'interno dell'Europa.
Nel corso del tempo partirono inoltre al seguito degli armati numerose ondate di pellegrini/guerrieri più o meno addestrati, sollecitati in ciò dalla zelante opera di numerosi predicatori che percorsero le vie d'Europa propugnando la necessità di partire. Anche in questi ultimi si possono rivedere, in proporzione, le stesse motivazioni che mossero i nobili, e, seppure il termine all'epoca non esistesse, li si può ugualmente definire "crociati".
Le Crociate realizzarono quindi la fusione tra spirito feudale e precetti cristiani, e in questo senso, la scelta di vestire una dalmatica sopra l'armatura, ne rappresentò una sintesi efficace.
Formato da contingenti feudali autonomi, infoltito da numerosi non combattenti, l'esercito crociato non rispondeva però completamente al desiderio del Papa, che l'avrebbe voluto unico, sotto l'autorità di un legato pontificio e di un comandante laico. Rispondeva ancor meno agli auspici dell'imperatore bizantino Alessio I Comneno, che intratteneva rapporti pacifici coi Selgiuchidi dopo aver sconfitto i Peceneghi ed essersi sbarazzato di Zachas, emiro di Smirne: l'arrivo, in verità non molto desiderato, dei Crociati, gli comportò infatti molti problemi di approvvigionamento e di sicurezza. La presenza armata dei Crociati, lasciò in Medio Oriente numerose fortificazioni, fra cui il più noto è il Krak dei Cavalieri, oggi situato in Siria.

## Crociati famosi non cavalieri

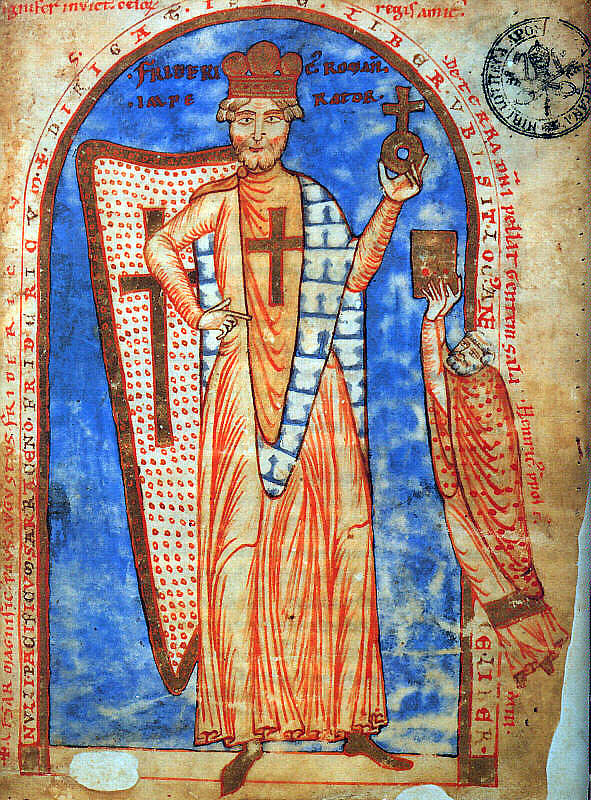
Federico Barbarossa in abito crociato

- Oddone di Rigaud; arcivescovo di Rouen: dal 1248 al 1275, lasciò la sua diocesi per unirsi, il 15 marzo 1270, all'esercito crociato.
- Rambaldo di Vaqueiras, trovatore divenuto soldato al seguito del marchese Bonifacio del Monferrato. La sua opera è una fonte principale riguardo alla vita di Bonifacio e i primi anni dell'Impero latino di Costantinopoli. Probabilmente cadde in battaglia nei pressi di Tessalonica.
- Fulcherio di Chartres, cronista medievale, che dopo aver assistito al Concilio di Clermont, si fece crociato, cappellano al servizio di Baldovino I. È noto per essere autore dell'Historia Hierosolymitana.

## Il Crociato delle guerre di religione
Il senso classico con cui viene inteso il Crociato è quello delle guerre di religione: per estensione, seguendo il destino del termine stesso, "Crociata", si parla di "Crociati" anche per altri conflitti, oltre le Crociate propriamente intese, sia antecedenti, coevi e di epoca successiva, come la Crociata albigese, la Crociata d'Aragona, le guerre combattute dai Cavalieri Teutonici nell'Europa orientale; in epoca recente vengono definiti in tal modo da movimenti terroristici, non senza intento propagandistico, gli Occidentali impegnati nei vari conflitti mediorientali moderni.

## Neologismi

### Il Crociato nel fantasy
Anche nel mondo fantasy si è sviluppata la definizione di "Crociato". Analogamente a quello delle guerre di religione, anche il crociato del mondo fantasy combatte per il proprio Dio, essendo sempre però allineato con i buoni, suscitando il dubbio se possa esistere un "crociato" malvagio, come Gruumsh, Keldor o Kurtulmak.
Questo concetto è comunemente presente in D&D, ma spesso anche in videogiochi fantasy come, The Elder Scrolls IV: Oblivion, dove è presente appunto, l'Ordine dei Cavalieri dei Nove, un ordine cavalleresco di matrice religiosa ispirato agli ordini monastico-guerrieri, sorti durante le Crociate.

### Altri usi
Nel linguaggio di oggi, viene per traslato definito "crociato" una persona molto condizionata da un'idea che spesso la porta avanti con estrema determinazione, da qui anche l'espressione "fare una crociata".